# Гонсало де Сандоваль
Гонсало де Сандоваль (ісп. Gonzalo de Sandoval; 1497?, Медельїн, Іспанія — 1528, Палос-де-ла-Фронтера, Іспанія) — іспанський конкістадор, учасник завоювання Мексики, лейтенант армії Ернана Кортеса. З 2 березня по 22 серпня 1527 року виконував обов'язки губернатора Нової Іспанії. Заснував у Мексиці три міста, з яких Коліма існує і до цього дня.

## Біографія

### Експедиція в Мексику
Як і про багатьох учасників завоювання Мексики, відомостей про Сандоваля до 1519 р. майже немає. Він був наймолодшим з лейтенантів загону Кортеса, і був залишений при гарнізоні знову заснованого Веракруса. Зробив Кортесу неоціниму послугу: при наближенні військ Панфіло де Нарваеса, посланого заарештувати Кортеса за самоправство, сам заарештував його посланців і відправив гінців до Теночтітлану. Саме Сандоваль захопив Нарваеса живцем, після чого із загоном Кортеса відбув до столиці Мексики. У час «Ночі печалі» командував авангардом. Під час облоги Теночтітлану в 1521 р. командував гарнізоном Сегури біля Тепейака, де збиралися доставлені сушею з Тласкали судна. Саме Сандоваль відповідав за роботу 20 000 індіанських носильників, що доставляли розібрані бригантини до озера Тескоко. Дізнавшись про існування міста Шолтепек, вчинив самостійну експедицію, виявивши у місцевому святилищі останки іспанців і їхніх коней, принесених індіанцями в жертву. Місто було зруйноване.
Під час штурму Теночтітлану прикривав східні фланги іспанської армії. При першій спробі штурму знаходився в загоні Педро де Альварадо, що намагався закріпитися на ринковій площі. Сандоваль і його зброєносець Гарсія Ольгуїн (García Holguín) захопили в полон останнього тлатоані ацтеків Куаутемока, після чого 13 серпня 1521 р. Теночтітлан здався.

### Після падіння Теночтітлану
Сандоваль був відповідальним за зустріч королівського інспектора Кристобаля де Тапіа, спрямованого в 1521 р. Карлом V для розслідування діяльності Кортеса. У Тласкалі був удостоєний честі стати хрещеним батьком одного з вождів — Чітлалпопокаціна, що отримав ім'я Бартоломе. Брав участь у каральних походах в Уатуско і Оахаке. Заснував місто Медельїн (на південь від Веракруса), а також тихоокеанський порт Еспіриту-Санто, нині не існуючий. Наприкінці 1521 р. придушив повстання індійців у Пануко, і зміг матеріально підтримати свого батька, відправивши йому в Іспанію 200 песо золотом.
У 1522 р. іспанські загони, послані для завоювання Коліми, були розбиті. За наказом Кортеса, Сандоваль очолив каральний похід у цю місцевість. Похід проходив успішно. На руїнах індіанського міста Кашітлана, Сандоваль заснував місто Коліму (25 липня 1523 р.), проте в 1527 р. місто було переміщено.
У 1524 р. брав участь у поході Кортеса на Гондурас, і отримав декілька областей в енкомьєнду. Після повернення, в 1526 р. був призначений головним суддею Нової Іспанії, і в період з 2 березня по 22 серпня 1527 р. виконував обов'язки губернатора, змінивши на цій посаді Маркоса де Агільяра.

### Повернення в Іспанію
У 1528 р. наважився супроводжувати Кортеса, відкликаного в Іспанію для звіту перед королем. Не витримавши переходу через Атлантичний океан, Сандоваль тяжко захворів. Хроністи повідомляють, що хтось скористався його станом, і викрав золото, яке Сандоваль віз додому. Він був похований у Палосі, в монастирі Ла-Рабіда, що був колись притулком Колумба. Не був одружений, і не залишив спадкоємців.

## Особа
Єдиним джерелом про життя і діяльність Сандоваля є хроніка Берналя Діаса дель Кастильо. По відгуках Берналя Діаса, Сандоваль був відмінним солдатом і адміністратором, справедливим суддею, особливо відзначається, що Сандоваль не гнався за багатством, і завжди дуже просто одягався.
Деякі сучасники (Васко де Тапіа) відмічали, що Сандоваль відкрито заявляв про свою невіру у Бога.